# Lý Vĩnh
Lý Vĩnh (chữ Hán: 李永, bính âm: Li Yong, ? - 6 tháng 11 năm 838) tức Trang Khác thái tử (莊恪太子) là con trai trưởng của Đường Văn Tông, hoàng đế thứ 15 của triều đại nhà Đường trong lịch sử Trung Quốc. Ông giữ ngôi vị hoàng thái tử từ năm 832 đến khi qua đời.

## Làm Lỗ vương và thái tử
Sử sách không ghi chép rõ ràng về năm sinh của Lý Vĩnh, chỉ cho biết ông là trưởng tử của Đường Văn Tông, mẫu thân của ông là Vương thị, được tấn phong làm Đức phi, đứng hàng thứ ba trong hậu cung. Vua cha Đường Văn Tông lên ngôi vào năm 827, và đến năm 830, Lý Vĩnh được tấn phong làm Lỗ vương. Văn Tông cử đại thần Hòa Nguyên Lượng làm sư phó cho Lỗ vương. Năm 832, Văn Tông thảo luận với Nguyên Lượng về việc học hành của Lỗ vương, nhưng Nguyên Lượng không thể trả lời được các câu hỏi của Văn Tông. Do đó, Văn Tông nói với các tể tướng rằng
Lỗ vương là người có thể dạy bảo được, các vị nên tìm sư phó giỏi để dạy cho nó, nhưng đừng tìm người kiểu như Hòa Nguyên Lượng.
Sau đó không lâu, đại thần Dữu Kính Hưu được giao nhiệm vụ giảng kinh sách cho Lỗ vương, cùng với Trịnh Túc phụ giảng, Lý Tiễn Phương dạy về việc quân sự.
Văn Tông ban đầu muốn lập con trưởng của Đường Kính Tông là Tấn vương Lý Phổ làm hoàng thái tử, nhưng Lý Phổ lại mất sớm (828) nên Văn Tông tỏ ra rất đau buồn và chần chừ rất lâu chưa lập thái tử mới. Đến cuối năm 832 Văn Tông mới lập Lỗ vương Vĩnh làm hoàng thái tử.
Vào năm 837, đại thần Vi Ôn cũng được bổ nhiệm làm sư phó cho thái tử Vĩnh, phụ trách giải kinh nghĩa vào buổi sáng các ngày, nhưng Lý Vĩnh thường đến không học đúng giờ. Vi Ôn cũng thường nhắc nhở ông phải thức dậy đúng lúc gà gáy, nên tỏ ra tôn trọng khi gặp phụ hoàng và cũng cần thường cùng ăn với Văn Tông, không được dành quá nhiều thời gian cho việc chơi bời. Lý Vĩnh không nghe. Vi Ôn thất vọng và xin thôi không dạy cho thái tử nữa.

## Cái chết
Mẹ Lý Vĩnh là Vương Đức phi không được Văn Tông sủng ái rồi bị Dương Hiền phi gièm pha và chết. Sử sách không ghi nhận rõ ràng về cái chết của Đức phi. Từ sau khi Đức phi chết, Thái tử mất đi một chỗ dựa nhưng ông vẫn tỏ ra ham chơi và thân cận tiểu nhân, do đó càng khiến Văn Tông không hài lòng. Dương Hiền phi thấy vậy bèn tìm cơ hội để hãm hại ông.
Ngày 29 tháng 9 năm 838, Văn Tông đột nhiên cho họp triều thần lại và cũng sai đưa Lý Vĩnh đến dự. Trong hôm đó, Văn Tông kể ra những việc làm sai trái của ông rồi bảo
Làm sao có thể cho loại người này làm thiên tử.
Số đông các đại thần ra sức khuyên can rằng Lý Vĩnh còn nhỏ chưa hiểu chuyện, vả lại thay đổi trừ quân có thể khiến cho triều đình rơi vào một cuộc tranh đấu, trong đó các đại thần Địch Kiêm Mô và Vi Ôn là những người phản đối cực lực nhất. Nhưng chỉ một ngày sau, 6 học sĩ và 16 hoạn quan trong triều lại dâng sớ kể ra những lỗi lầm của Thái tử, khiến Văn Tông lại dao động. Ngay đêm đó, Văn Tông quyết định cho phép Lý Vĩnh trở về chỗ ở của mình là Thượng Dương viện, nhưng đồng thời cũng sai giết chết hoặc lưu đày một số hoạn quan phục vụ Lý Vĩnh cũng như những người gần gũi với ông.
Ngày 6 tháng 11 năm đó, Lý Vĩnh đột nhiên qua đời. Cái chết của ông khiến nhiều nhà sử học, trong đó có sử gia Bá Dương nghi ngờ là do bị hoạn quan Thọ Quang hạ độc, và người chủ mưu chính là Đường Văn Tông - phụ hoàng của ông. Ông được chôn cất theo nghi lễ Thái tử, thụy hiệu là Trang Khác (có nghĩa là không thành sự và được tôn trọng).
Năm 839, Văn Tông lập con nhỏ của Kính Tông là Lý Thành Mĩ làm Thái tử và sau đó cũng mắc bệnh. Trong một dịp Văn Tông chứng kiến vở kịch là một tiểu đồng diễn những trò nguy hiểm và phụ thân của nó tỏ ra rất lo lắng. Thấy thế, Văn Tông khóc và bảo rằng
Ta là thiên tử mà lại đến nỗi không thể bảo vệ được con của mình.
Sau đó Văn Tông cho triệu 14 người phục vụ trong cung và quở trách
Chúng bay là những kẻ đã hãm hại thái tử. Bây giờ có thái tử mới rồi, có phải cũng muốn hại luôn không?
Rồi sai bắt và giết họ đi. Tuy nhiên Văn Tông vẫn tiếp tục đau buồn rồi sớm qua đời vào đầu năm 840.